# Pleurobranchus reesi
Pleurobranchus reesi är en snäckart som beskrevs av White 1952. Pleurobranchus reesi ingår i släktet Pleurobranchus och familjen Pleurobranchidae. Inga underarter finns listade i Catalogue of Life.